# Rhauculanus
Rhauculanus is een geslacht van hooiwagens uit de familie Cosmetidae.
De wetenschappelijke naam Rhauculanus is voor het eerst geldig gepubliceerd door Roewer in 1927. 

## Soorten
Rhauculanus is monotypisch en omvat slechts de volgende soort:
- Rhauculanus lineolatus